# Nicolás Goldberger

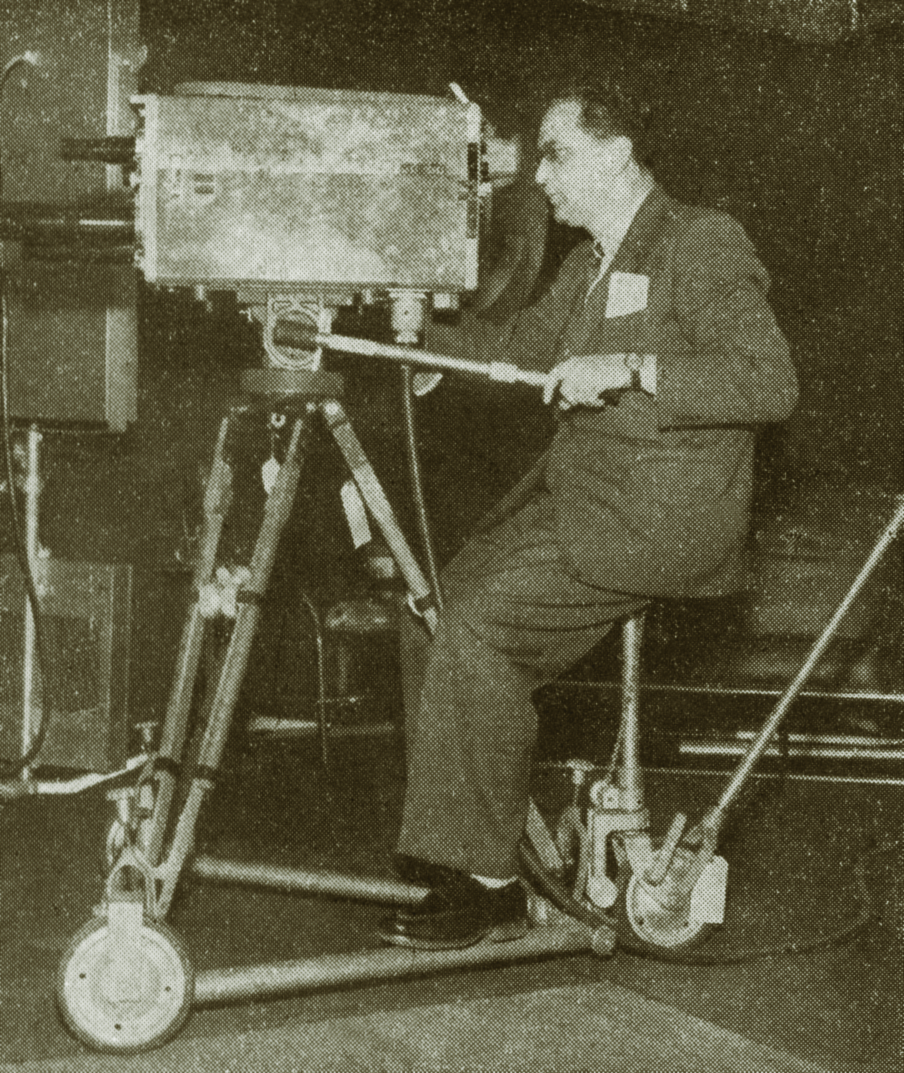
Nicolás Goldberg nos EUA

Nicolás Goldberger (Hungria, 1909 - Brasil, 1992) foi um escritor, editor e empreendedor que fundou o Instituto Radiotécnico Monitor, considerado o primeiro polo de EAD do Brasil. As suas publicações são voltadas para a eletrônica e eletrotécnica, sendo considerado por alguns como o "formador por incentivo" da Rua Santa Ifigênia. Solicitou nacionalização brasileira segundo o processo n.38.502-44, conforme Página 29 da Seção 1 do Diário Oficial da União (DOU) de 29 de Março de 1945.

## Histórico
1926: Chega ao Brasil
1939: Fundação do  Instituto Radiotécnico Monitor, em São Paulo.
1992: Morre, aos 83 anos

## Publicações
Dicionário Radiotécnico Brasileiro
Manual de Concertos 